# The Foolish Matrons
The Foolish Matrons è un film muto del 1921 diretto da Clarence Brown e da Maurice Tourneur. La sceneggiatura di Wyndham Gittens si basa sul romanzo omonimo di Brian Oswald Donn-Byrne, pubblicato a New York nel 1920.

## Produzione
Il film, prodotto dalla Maurice Tourneur Productions, e le cui riprese iniziarono a fine febbraio 1921, fu girato nei Thomas H. Ince Studios di Culver City.

## Distribuzione
Distribuito dalla Associated Producers Inc., il film uscì nelle sale cinematografiche degli Stati Uniti il 19 giugno 1921.
Copia della pellicola viene conservata negli archivi del George Eastman Museum.